# Bundespolizeipräsidium Süd

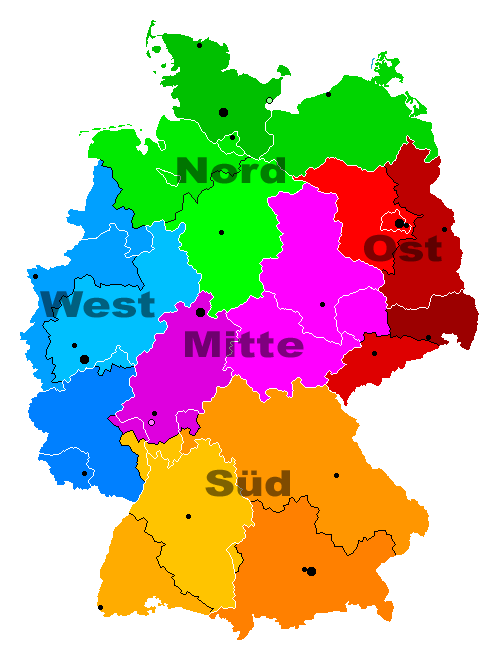
Die fünf Bundespolizeipräsidien und die vier süddeutschen Bundespolizeiämter:
BPOLP Süd, BPOLAMT Schwandorf
BPOLP Süd, BPOLAMT München
BPOLP Süd, BPOLAMT Stuttgart
BPOLP Süd, BPOLAMT Weil am Rhein

Das Bundespolizeipräsidium Süd mit Sitz in München war eines von fünf Präsidien der Bundespolizei.

## Geschichte
Am 28. April 1951 wurde in Stadtsteinach (Oberfranken) das Grenzschutzkommando Süd (GSK Süd) aufgestellt. Zwei Monate später wurden die Standorte Deggendorf, Amberg, Regensburg und Mannheim bezogen. Im April 1952 wurde das GSK Süd nach München verlegt. Mit der Gründung der Bundeswehr 1956 verlor das GSK ungefähr die Hälfte seiner Truppenstärke (noch ca. 2.200 blieben beim Bundesgrenzschutz). Der Schwerpunkt der Aufgaben lag die nächsten 30 Jahre bei der Überwachung der Grenze zur DDR. Ab 1972 wurde der Bundesgrenzschutz insgesamt auch vermehrt im Inland eingesetzt (vor allem wegen der Anschläge der Rote Armee Fraktion). 1992 erfolgte wegen der Umorganisation des Bundesgrenzschutzes die Zusammenlegung mit der Grenzschutzverwaltung und dem Paßkontrollamt. Damit ging auch die Umbenennung in Grenzschutzpräsidium Süd und die Übernahme neuer Aufgabenbereiche (z. B.  Luftsicherheit) einher. Nach der Auflösung Bahnpolizei wurden auch ihre Aufgaben übernommen.  Aufgrund der Umbenennung des Bundesgrenzschutzes lautete seit 2005 der Name Bundespolizeipräsidium Süd. Im März 2008 wurden die Aufgaben von den Bundespolizeidirektionen Stuttgart und München und vom Bundespolizeipräsidium übernommen.

## Örtliche Zuständigkeit
Das Bundespolizeipräsidium Süd war zuständig in Bayern, Baden-Württemberg, Hessen (soweit dort nicht das Bundespolizeipräsidium Mitte zuständig ist) sowie in Rheinland-Pfalz in den Kreisen Frankenthal, Speyer, Worms, Alzey-Worms und Ludwigshafen.

## Aufgaben

### Grenzpolizeiliche Aufgabenwahrnehmung
Das Polizeipräsidium Süd überwachte eine Grenze von fast 1000 Kilometer Länge zu den Nachbarländern Frankreich, Schweiz, Österreich und der Tschechischen Republik.

### Luftsicherheitsaufgaben
Auf den Flughäfen München und Stuttgart wurden grenzpolizeiliche Kontrollen vorgenommen.

### Bahnpolizei
Das Bundespolizeipräsidium Süd überwachte über 10.000 Schienenkilometern (davon 6852 Kilometer Hauptstrecken, 3000
Kilometer Nebenstrecken und 536 Kilometer S-Bahnstrecken), 1300 Bahnhöfen und 900 Haltepunkten. Schwerpunkte waren hier die Bahnhöfe in den Ballungszentren.

### Schutz von Bundesorganen
Das Bundesverfassungsgericht in Karlsruhe wurde durch die dortige Bundespolizei-Inspektion gesichert.

### Sonstige Aufgaben
Dazu kamen noch die allgemeinen Aufgaben der Bundespolizei (hier für das Gebiet Süddeutschland)
- Unterstützung anderer Bundesbehörden (zum Beispiel Bundeskriminalamt oder Auswärtiges Amt)
- Unterstützung des Bundesamtes für Verfassungsschutz auf dem Gebiet der Funktechnik
- Verwendung im Ausland (im Bereich der WEU, EU oder OSZE)
- Verwendung zur Unterstützung eines Bundeslandes (zum Beispiel Naturkatastrophen wie das „Jahrhunderthochwasser“ 2002)
- Aufgaben im Notstands- und Verteidigungsfall
- Verfolgung von Straftaten und Ahndung von Ordnungswidrigkeiten

## Organisation
Zum Bundespolizeipräsidium Süd gehörten  
- die Bundespolizeiämter München, Schwandorf, Stuttgart und Weil am Rhein mit insgesamt 30 Bundespolizei-Inspektionen
- die Bundespolizeiabteilungen Bayreuth, Deggendorf und Rosenheim
- das Aus- und Fortbildungszentrum Oerlenbach
- die Bundespolizei-Fliegerstaffel Süd in Oberschleißheim
- die Bundespolizeisportschule in Bad Endorf
- das Bundespolizei-Orchester München

Koordinaten: 48° 9′ 28,4″ N, 11° 33′ 29,1″ O